# Palmerton
Palmerton es un borough ubicado en el condado de Carbon en el estado estadounidense de Pensilvania. En el año 2000 tenía una población de 6,448 habitantes y una densidad poblacional de 814 personas por km².

## Geografía
Palmerton se encuentra ubicado en las coordenadas 40°48′11″N 75°36′43″O / 40.80306, -75.61194.

## Demografía
Según la Oficina del Censo en 2000 los ingresos medios por hogar en la localidad eran de $31,522 y los ingresos medios por familia eran $36,967. Los hombres tenían unos ingresos medios de $31,278 frente a los $21,781 para las mujeres. La renta per cápita para la localidad era de $16,225. Alrededor del 10% de la población estaba por debajo del umbral de pobreza.